# Локти (Новосибирская область)
Локти — село в Мошковском районе Новосибирской области. Входит в состав Барлакского сельсовета. Название образовано от диалектного локоть — «изгиб реки».

## География
Площадь села — 84 гектара.

## История
В 1955 году Локтинский сельсовет был упразднён и населённые пункты п. Васильевка, п. Джамбульский, с. Локти отошли к Барлакскому сельсовету. 

## Население
| 2002 | 2007 | 2010 |
| ---- | ---- | ---- |
| 252  | ↘236 | ↗247 |

## Инфраструктура
В селе по данным на 2007 год функционируют ФАП, учреждение образования, два магазина.

## Русская православная церковь
В 1906 году в с. Локтинском Томского уезда (ныне с. Локти) была построена деревянная однопрестольная церковь во имя святого пророка Илии.
В состав прихода входили с. Локтинское и дер. Ново-Покровская в 6 верстах. Прихожан — 2252 чел. (по состоянию 1914 год).